# Giuseppe La Farina
«Джузеппе Ла Фаріна» (італ. Giuseppe La Farina) — ескадрений міноносець типу «Джузеппе Ла Маса» ВМС Італії першої половини XX століття.

## Історія створення
«Джузеппе Ла Фаріна» був закладений 29 грудня 1917 року на верфі «Cantiere navale di Sestri Ponente» в Генуї. Спущений на воду 12 березня 1919 року, вступив у стрій 19 березня 1919 року.
Свою назву отримав на честь італійського політика та письменника, учасника боротьби за незалежність Італії Джузеппе Ла Фаріна.

## Історія служби

### Міжвоєнний період
30 серпня 1923 року, під час «кризи Корфу», «Джузеппе Ла Фаріна» був у складі ескадри, яка діяла біля берегів Корфу.
У 1929 році корабель був перекласифікований у міноносець.

### Друга світова війна
Після вступу у стрій «Джузеппе Ла Фаріна» (разом з есмінцями «Сімоне Ск'яффіно», «Піладе Брондзетті», «Джузеппе Чезаре Абба» і мисливцем за підводними човнами «Альбатрос») був включений до складу V ескадри есмінців і базувався в Мессіні.
Під час війни корабель в основному супроводжував конвої до берегів Лівії.
2 листопада 1940 року «Джузеппе Ла Фаріна» супроводжував конвой з пароплавів «Pallade» і «Snia Amba» з Триполі. 4 листопада «Snia Amba» був торпедований та пошкоджений британським підводним човном «Тетрарх».
Наприкінці 1940 року корабель був модернізований. На ньому були демонтовані 102-мм і 76-мм гармати, натомість було встановлено вісім 20-мм зенітних гармат. Два 450-мм торпедні апарати були замінені на три 533-мм.
18-21 квітня 1941 року «Джузеппе Ла Фаріна» разом з 4 міноносцями супроводжував конвой з транспортів «Isarco», «Nicolò Odero», «Maddalena Odero» і танкерів «Luisiano» та «Alberto Fassio» з Палермо в Триполі
3 травня «Джузеппе Ла Фаріна» вирушив з Триполі, супроводжуючи до Трапані танкер «Luisiano». 4 травня поблизу Керкенни корабель підірвався на міні, розламався навпіл та затонув у точці з координатами 34°35′ пн. ш. 11°50′ сх. д. / 34.583° пн. ш. 11.833° сх. д..
Загалом протягом війни «Джузеппе Ла Фаріна» здійснив 35 ескортних місій і 12 протичовнових патрулювань.